# Journal of Chemical Theory and Computation
Journal of Chemical Theory and Computation (abrégé en J. Chem. Theory Comput.) est une revue scientifique mensuelle à comité de lecture qui publie des articles de recherches originales sur de nouvelles théories, méthodologies et/ou applications dans la structure électronique quantique, la dynamique moléculaire et la physique statistique. 
D'après le Journal Citation Reports, le facteur d'impact de ce journal était de 5,498 en 2014. Les actuels directeurs de publication sont William L. Jorgensen (Université Yale, États-Unis) et Gustavo E. Scuseria (Université Rice, États-Unis).